# La Hobereaute
La Hobereaute est un opéra parlé de Jacques Audiberti, dont la création a eu lieu en 1956, au Festival des Nuits de Bourgogne, avec Françoise Spira et Jean le Poulain dans les principaux rôles.

## Sujet
L'histoire se passe au IXe siècle entre Reims et Colmar. La Hobereaute, « plus qu'à moitié femme », sorte de demi-divinité païenne qui « nage dans l'air et vole dans l'eau », est tirée d'un lac par l'amour d'un beau chevalier. Mais, le druide, qui veut la livrer à un tyran, lui retire son pouvoir magique.
La femme-oiseau devient oiseau de proie. Dépassant le simple dialogue philosophique, le ton change, montrant l'affrontement de deux mondes : celui d'une nature charnelle pleine d'un culte païen s'opposant à celui d'une chrétienté qui s'affirme.
Tous les genres s'entrecroisent : drame, comédie, vers libres, lamentos lyriques...

## Personnages

### Reprise en 1958
La reprise de l'opéra parlé a eu lieu le 20 septembre 1958 au Théâtre du Vieux-Colombier, à Paris.
- Mise en scène :  Jean Le Poulain
- Scénographie : Jacques Noël
- Costumes : Jacques Noël
- Musique : Yves Claoué
- Personnages et interprètes :
  - Garon : Jacques Dannoville
  - Le maître Parfait : Léo Peltier
  - La hobereaute : Françoise Spira
  - Le chevalier Lotvy : Daniel Ivernel
  - Le sergent Rasibus : Jacques Marin
  - Aldine : Christiane Lasquin
  - Le baron Massacre : Jean Le Poulain
  - Le moine Clément : Michel Dumoulin
  - Le prieur de Mt Vimer : Camille Guérini
  - La sentinelle : Jean-Pierre Vaguer
- Figuration :
  - garde, moine : Jacques Gayraud
  - garde, moine : Serge Maillat
  - garde, moine : Jacques Sierra
  - garde, moine : Jean Montrey

### Reprise en 1969
La reprise de l'opéra parlé a eu lieu du 23 juin 1969 au 3 juillet 1969 à l'Hôtel de Béthune-Sully à Paris, dans le cadre du Festival du Marais.
- Mise en scène : Georges Vitaly
- Musique : Jorge Milchberg
- Assistante à la mise en scène : Danielle Mathieu-Bouillon
- Personnages et interprètes :
  - La hobereaute : Marie Laforêt
  - Garon : Pierre Plessis
  - Le maître Parfait : Guy Kerner
  - Le chevalier Lotvy : Robert Etcheverry
  - Aldine : Jacqueline Coué
  - Le sergent, Rasibus : Pierre Garin
  - Le baron Massacre : Jean-Pierre Bernard
  - Le prieur de Mont-Wimer : Dominique Rozan
  - Le moine Clément : Xavier Renoult
  - Le mime : Jean-Luc Kayser

- L'Opéra parlé a été diffusé le mardi 21 juillet 1970 à 21 heures, sur la deuxième Chaîne de Télévision Française, en différé du Festival du Marais, réalisation de captation de pièce de théâtre de Philippe Laïk.

## Sources
- Télé 7 Jours, n°534 du 18 juillet 1970
- La fée des gens qui ne veulent pas de la croix. La Mélusine de Jacques Audiberti,
- Le Théâtre d'Audiberti et le baroque,
- La Hobereaute,
- Le retour au baroque chez Audiberti,
- Audiberti, Paris, Éditions Universitaires, Classiques du Xxe siècle, 1967.